# يوهي ناكاتا
يوهي ناكاتا (باليابانية: 中田 洋平) (11 نوفمبر 1983 في كوبه في اليابان – )؛ هو لاعب كرة قدم ياباني سابق كان يلعب كمدافع.

## وصلات خارجية
- يوهي ناكاتا على موقع رابطة كرة القدم اليابانية للمحترفين (اليابانية)
- يوهي ناكاتا على موقع Soccerway.com (الإنجليزية)